# Lluís Marin Tarroch
Lluís Marín Tarroch, född den 12 oktober 1988 i Andorra la Vella, är en andorransk snowboardåkare. Han tävlade för Andorra under Olympiska vinterspelen 2010, där han också var fanbärare under öppningsceremonin. 